# Trzonek (grzyby)

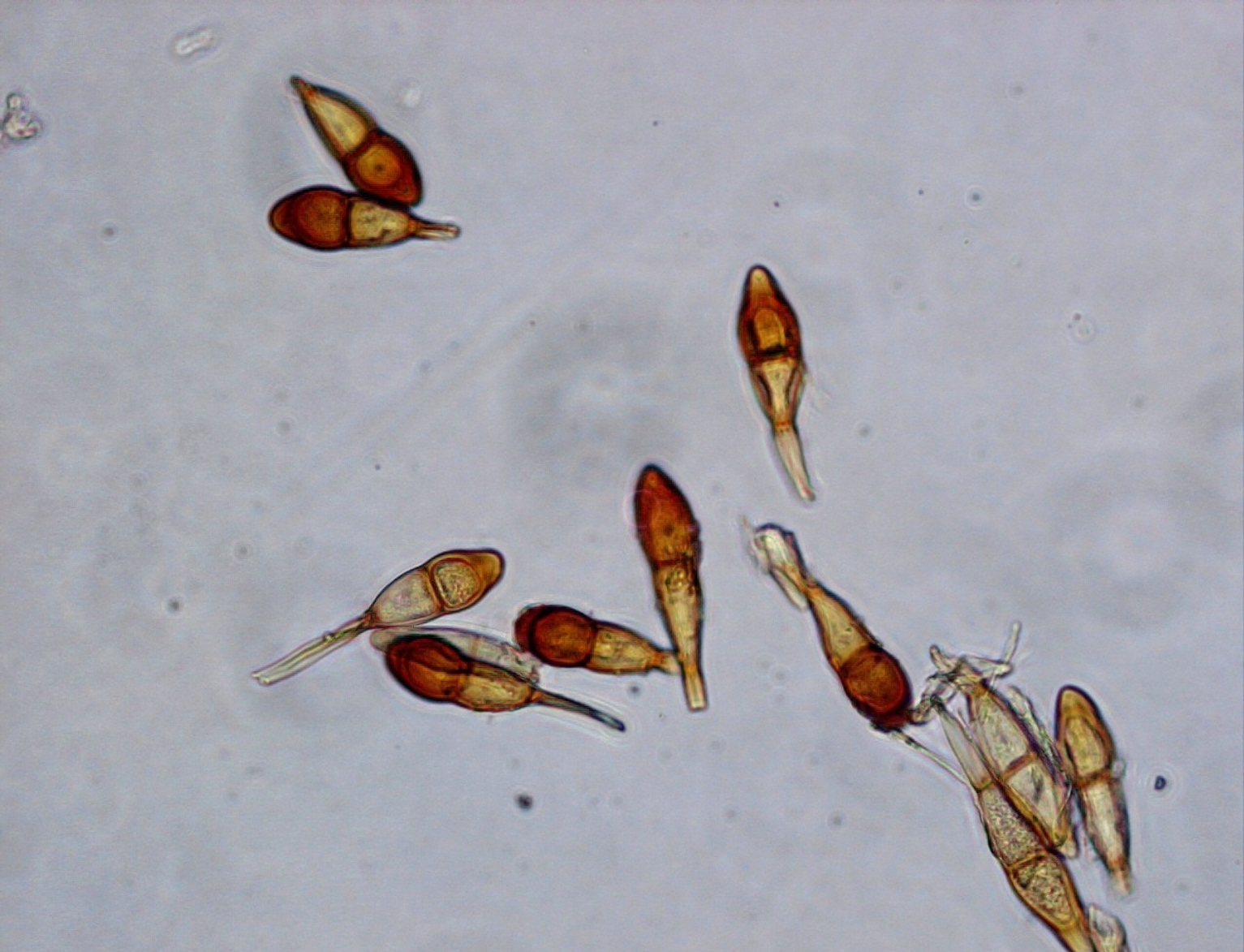
Dwukomórkowe teliospory Puccinia graminis z trzonkami

Trzonek lub szypułka – występująca na niektórych zarodnikach grzybów i złączona z nimi strzępka wyglądem przypominająca trzonek. Jej występowanie, długość i budowa są ważną cechą diagnostyczną przy mikroskopowym rozróżnianiu niektórych gatunków grzybów. Długość trzonka podaje się w μm lub postaci ułamka określającego stosunek długości zarodnika do długości jego trzonka. Znaczenie ma także, czy trzonek jest na stałe złączony z zarodnikiem, czy łatwo odpadający. Trzonki są charakterystyczne zwłaszcza dla teliospor grzybów z rzędu rdzowców (Pucciniales).
Innym rodzajem trzonków są konidiofory lub trzonki konidialne.